# Kathleen Dean Moore
Kathleen Dean Moore (1947, Berea, Ohio) es una premiada filósofa, escritora y activista ambiental de la Universidad Estatal de Oregón. Doctora en Filosofía, sus primeros escritos de no ficción se centraron en los valores culturales y filosóficos del mundo natural, especialmente las costas e islas, trabajos que en su mayoría fueron premiados por la crítica literaria y científica. Su obra más reciente trata sobre los asuntos morales vinculados al cambio climático.

## Biografía
Moore creció en Berea, Ohio, un suburbio de Cleveland. En 1969 se graduó con una licenciatura en Filosofía y Francés del Wooster College, en Wooster, Ohio. Obtuvo su doctorado en Filosofía en la Universidad de Colorado Boulder, donde también estudió en la Instituto Fleming de Derecho. En 1992, se incorporó al profesorado del Departamento de Filosofía de la Universidad Estatal de Oregón, donde enseñó Filosofía del Derecho, Pensamiento Crítico y Filosofía Ambiental. Allí ocupó los cargos de directora del departamento, Profesora Distinguida y Maestra de Excelencia, y desarrolló cursos como la «Filosofía de la Naturaleza», que enseñaba en la región lacustre de las Cascadas del Pacífico.
Durante ese tiempo, Moore cofundó, junto con el poeta y filántropo Franz Dolp, el Spring Creek Project for Ideas, Nature, and the Written Word, que dirigió durante diez años. Como directora, cofundó un programa complementario, el Long-Term Ecological Reflections Project en el Bosque H. J. Andrews, en las Cascadas de Oregón. Interesada en la educación ambiental interdisciplinaria, Moore diseñó la Maestría en Artes en Artes y Humanidades Ambientales de la Universidad Estatal de Oregón. Sin embargo, su creciente preocupación por los peligros del calentamiento global la llevó a dejar la universidad en 2013 para dedicar todo su tiempo a escribir y hablar sobre la urgencia moral de la acción climática.
Los primeros libros de Moore fueron de carácter académico. Pardons: Justice, Mercy, and the Public Interest comenzó como su tesis doctoral y se desarrolló durante una licencia sabática que pasó en la Biblioteca de Derecho de Harvard. Desde una perspectiva de justicia retributiva, analiza qué justifica el poder de conceder indultos, quienes deben ser indultados y qué constituye un crimen imperdonable. Escribió dos libros de texto, Reasoning and Writing y Patterns of Inductive Reasoning, basados en su experiencia como profesora de pensamiento crítico.
Posteriormente, su amor por la escritura sobre la naturaleza y el mundo natural la llevó al ensayo de naturaleza, y sus siguientes cuatro libros fueron colecciones de ensayos sobre el significado cultural y espiritual de los espacios silvestres junto al agua: Riverwalking, Pine Island Paradox y Wild Comfort. Coeditó los escritos de su amiga y colega fallecida, Viola Cordova, una filósofa apache jicarilla (How It Is), así como varias otras antologías, incluida una sobre Rachel Carson. Entre todos ellos destaca Holdfast, uno de sus ensayos más aclamados por combinar divulgación, ciencia y filosofía.
En 2011, Moore y su colega Michael P. Nelson publicaron Moral Ground: Ethical Action for a Planet in Peril, que recopila los testimonios de decenas de líderes morales del mundo sobre nuestra obligación con las generaciones futuras. Este fue el primero de muchos artículos, blogs, columnas de opinión y conferencias públicas en los que Moore denuncia a quienes "destruyen el mundo" mediante la extracción de combustibles fósiles y otras acciones que conducen a la extinción global. Su libro más reciente sobre ética climática es Great Tide Rising: Toward Clarity and Moral Courage in a Time of Planetary Change. Actualmente viaja y da conferencias sobre la urgencia moral de actuar frente al cambio climático. Su trabajo más reciente es una colaboración con la pianista de concierto Rachelle McCabe, en la que combina música con sus mensajes sobre la extinción global. Moore ha formado parte del consejo directivo de la Orion Society y del Island Institute en Sitka, Alaska.
Moore es conocida en la literatura ambiental por su integración fluida de la reflexión filosófica con la experiencia personal. A los escritores, les describe esto metafóricamente como el «arte del águila pescadora», un ave que se lanza desde el mundo de la luz y el color hacia las sombras turbias bajo la superficie de la experiencia. A los filósofos, les describe su trabajo como filosofía narrativa o fenomenología ambiental, donde el lector no solo comprende los temas, sino que los experimenta a través de la vista, el olfato y el gusto.
Moore vive en Corvallis, Oregón y, en los veranos, escribe desde «una pequeña cabaña donde dos arroyos y una senda de osos se encuentran con una ensenada de marea» en las islas del sureste de Alaska. Su esposo, Frank, es biólogo, y sus hijos son ambientalistas y profesores: Erin E. Moore, en la Facultad de Artes y Arquitectura de la Universidad de Oregón, y Jonathan W. Moore, titular de la cátedra Liber Eros de Estudios Costeros en la Universidad Simon Fraser, en la Columbia Británica.

## Obra
La obra de Moore se ha publicado en muchas revistas y antologías de prestigio, como Frontiers in Ecology and Environment, Environmental Ethics, Conservation Biology, Audubon, Discover, Orion, Salon, Northwest Review, North American Review, Southern Review, High Country News, Field & Stream, terrain.org, Wild Terrain, The New York Times, The Washington Post, The Los Angeles Times, Hope, Yoga International, and The Norton Book of Creative Nonfiction: In Brief.
No ficción
•	Take Heart: Encouragement for Earth’s Weary Lovers. Oregon State University Press. 2022. ISBN 978-0870711770
•	Bearing Witness: The Human Rights Case Against Fracking and Climate Change. Oregon State University Press. 2021. ISBN 978-0870710728
•	Earth's Wild Music: Celebrating and Defending the Songs of the Natural World. Counterpoint LLC. 2021. ISBN 978-1640093676
•	Great Tide Rising: Toward Clarity and Moral Courage in a Time of Planetary Change. Berkeley, CA: Counterpoint Press. 2016. ISBN 978-1619026995.
•	Wild Comfort: The Solace of Nature. Boston: Shambhala Press. 2010. ISBN 978-1590307717.
•	Pine Island Paradox. Minneapolis: Milkweed Editions. 2004. ISBN 978-1571312761.
•	Holdfast: At Home in the Natural World. New York: The Lyons Press. 1999. ISBN 978-1592283279. [Raíces: un tratado filosófico sobre la naturaleza, (Barlin Libros, 2025); traducción de Elisa Lobato].
•	Riverwalking: Reflections on Moving Water. New York: Lyons and Burford.1995. ISBN 9781558214088.
•	Pardons: Justice, Mercy, and the Public Interest. New York: Oxford University Press. 1989. ISBN 978-0195113945.
Antologías
•	Kathleen Dean Moore and Michael P. Nelson. Moral Ground: Ethical Action for a Planet in Peril. San Antonio: Trinity University Press. 2011. ISBN 978-1595340856.
•	Sideris, Lisa and Kathleen Dean Moore. Rachel Carson: Legacy and Challenge. Albany, New York: SUNY Press. 2008. ISBN 978-0791474716.
•	Goodrich, Charles, Kathleen Dean Moore, and Fred Swanson. In the Blast Zone: Catastrophe and Renewal on Mount St. Helens. Corvallis: Oregon State University Press. 2008. ISBN 978-0870711985.
•	Forbes, Peter, Kathleen Dean Moore, Scott Russell Sanders, Coming to Land in a Troubled World. Portland, OR: Trust for Public Land. 2004. ISBN 978-0967280691.
Libros de texto
•	Kathleen Dean Moore. Reasoning and Writing. New York: Macmillan. 1993. ISBN 9780023833250.
•	Kathleen Dean Moore with Erin E. Moore. Patterns of Inductive Reasoning: Developing Critical Thinking Skills. Dubuque, IA: Kendall/Hunt. 1986. ISBN 978-0-7872-4408-8.
Novelas
•	 Piano Tide. Berkeley, CA: Counterpoint Press, 2016.

## Distinciones
- Honorary Doctorate, State University of New York - FES. 2015

- Senior Fellow, Spring Creek Project for Ideas, Nature, and the Written Word. 2014

- Visiting Scholar, Center for Humans and Nature, Chicago, IL. 2013

- University Writer Laureate, Oregon State University. 2007

- Oregon Book Award, por Pine Island Paradox. 2007

- Distinguished Professor of Philosophy, Oregon State University. 2003

- Distinguished Alumna, Berea High School Hall of Fame, Berea, Ohio. 2001

- Sigurd Olson Nature Writing Award, por Holdfast. 2000 [Raíces]

- Pacific NW Booksellers Association 1996 Book Award, por Riverwalking. 1996
- Oregon Book Award Finalist, por Riverwalking. 1996

- Choice Magazine, Outstanding Academic Book, por Pardons. 1990